# DG/UX
DG/UX was een Unix-besturingssysteem dat sinds 1985 ontwikkeld werd door Data General voor hun Eclipse MV-minicomputerlijn en later ook voor de m88k- en x86-gebaseerde AViiON-lijn van werkstations en servers. Na de overname van Data General door EMC Corporation in 1999 werd de ontwikkeling afgebouwd. DG/UX werd samen met de AViiON-lijn door EMC stopgezet in 2001.

## Ontwerp
Versie 1.0 van DG/UX was gebaseerd op de broncode van Unix System V Release 2 van AT&T, aangevuld met het bestandssysteem en de TCP/IP-broncode van 4.1BSD. In de volgende versies werden geleidelijk aan nieuwe technologieën toegevoegd, zoals NFS van SUN en het X Window System.
De kernel van DG/UX versie 4.0 werd grondig herwerkt en het besturingssysteem kreeg een uitgebreid herontwerp op basis van Unix System V Release 3. Dit omvatte de integratie van meerdere standaarden, een modulair ontwerp dat een constante evolutie mogelijk maakte naarmate er meer standaarden bijkwamen, portabiliteit naar andere architecturen, symmetric multiprocessing, hoge betrouwbaarheid en een schaalbaar ontwerp dat zeer grote systemen en gebruikersaantallen kon ondersteunen. Dit was met het oog op de portering van DG/UX van de Eclipse MV-architectuur naar de m88k-architectuur van de nieuwe AViiON-lijn en later naar de x86-architectuur van de tweede generatie AViiON.
Op de AViiON-lijn ondersteunde DG/UX-machines met meerdere processors in een tijd dat de meeste varianten van Unix dergelijke ondersteuning nog niet boden. Het besturingssysteem was ook completer dan sommige andere Unix-varianten: Het bevatte bijvoorbeeld een volledige C-compiler (gcc) en ook een logische volumemanager. Het besturingssysteem was klein en compact, eenvoudig en gemakkelijk te installeren en vereiste geen enorme hoeveelheden geheugen of rekenkracht. Een AViiON-server met zes Pentium Pro-processors kon bijvoorbeeld honderden gebruikers ondersteunen die via een tekstterminal werkten.
De volumemanager die in het besturingssysteem was ingebouwd, was eenvoudig maar zeer krachtig. Al het schijfbeheer, zoals uitbreiden, verplaatsen, spiegelen of inkrimpen kon online worden uitgevoerd zonder een bestandssysteem offline te moeten halen. Dezelfde functies konden uitgevoerd worden op de swappartitie, waardoor migraties van interne schijven mogelijk waren zonder downtime.
Vanaf versie 5.4 ondersteunde DG/UX het verkleinen van bestandssystemen, "split mirror" online back-up, journaling en bestandssystemen tot 2 TB. Er waren destijds maar weinig leveranciers die vergelijkbare functies aanboden.
DG/UX had een krachtig en stabiel geclusterd bestandssysteem. Het CLARiiON-opslagsysteem was verbonden via SCSI-controllers en -hubs. Elke AViiON-server had twee SCSI-controllers voor failover-doeleinden. NFS-bestandssystemen werden gedeeld via het zwevende IP-adres van de clustermaster.
Latere versies van DG/UX voegden ondersteuning toe voor CPU-pinning ter ondersteuning van de multiprocessor NUMA AViiON-systemen.

## Versies
| Besturingssysteem | Verschijningsdatum | Opmerkingen | Ref   |
| ----------------- | ------------------ | --- | ----- |
| DG/UX 1.00        | maart 1985         | gebaseerd op SVR2 met toevoegingen van 4.1BSD en TCP/IP | [ 2 ] |
| DG/UX 2.00        | september 1985     | toevoeging van 4.2BSD-systeemfuncties | [ 2 ] |
| DG/UX 3.00        | april 1986         | ondersteuning voor nieuwe hardware | [ 2 ] |
| DG/UX 3.10        | maart 1987         | toevoeging van NFS en het X Window System | [ 2 ] |
| DG/UX 4.00        | augustus 1988      | uitgebreid herontwerp op basis van SVR3, met ondersteuning voor SMP op de Eclipse MV en een nieuw bestandssysteem gebaseerd op het AOS/VS II-bestandssysteem dat meerdere schijven kon omvatten | [ 2 ] |
| DG/UX 4.10        | maart 1989         | demand paging virtueel geheugen, ondersteuning voor m88k-gebaseerde AViiON-systemen |       |
| DG/UX 4.30        | juli 1990          | | [ 4 ] |
| DG/UX 5.4         | januari 1992       | gebaseerd op SVR4 | [ 5 ] |
| DG/UX 5.4 - 2.01  | maart 1993         | | [ 6 ] |
| DG/UX 5.4 - 3.00  | januari 1994       | | [ 7 ] |
| DG/UX 5.4 - 4.00  | januari 1995       | |       |
| DG/UX - 4.10      | september 1995     | ondersteuning voor Intel-gebaseerde AViiON-systemen |       |
| DG/UX - 4.20      | juli 1997          | | [ 9 ] |